# Jean-Ferdinand Schwerdfeger
Pour les articles homonymes, voir Schwerdfeger.
Jean-Ferdinand Schwerdfeger (né en 1734, mort le 10 mars 1818) est un ébéniste d'origine allemande actif à Paris où il acquit la maitrise en 1786.

## Œuvres
- Meuble serre-bijoux offert par la Ville de Paris à Marie-Antoinette en 1787, Versailles, musée national du château. Ce meuble est orné de panneaux peints sous verre par Degault, de plaques en porcelaine de Sèvres et de bronzes, vraisemblablement de Thomire.
- Console de la chambre de Marie-Antoinette au Petit-Trianon, 1788, Versailles, musée national du château.
- Table à ouvrage, 1788, Versailles, musée national du château.
- Petite table, 1788, Paris, musée du Louvre.
- Buffet bas, 1790, Bordeaux, musée des Arts décoratifs et du Design.